# سیارک ۲۰۵۵۹
سیارک ۲۰۵۵۹ (به انگلیسی: 20559 Sheridanlamp، نامگذاری:1999RJ118) بیست هزار و پانصد و پنجاه و نهمین سیارک کشف شده‌است که در ۹ سپتامبر ۱۹۹۹ کشف شد.
قدر مطلق سیارک برابر ۱۵.۵ است.